# Staatseinnahmen
Staatseinnahmen (englisch state revenue, französisch recettes de l'Etat) sind die Einnahmen in einem Staatshaushalt, im weiteren Sinne die Einnahmen der öffentlichen Hand. 

## Allgemeines
Auf Staatsebene stellen die Staatseinnahmen neben den Staatsausgaben einen Teil der Staatsfinanzen dar. Die Finanzwirtschaft eines Staats befasst sich mit der Finanzierung staatlicher Aufgaben, insbesondere Investitionen in Infrastruktur (wie Bundesautobahnen oder Bundesstraßen, Bildung, Forschung und Entwicklung, Landesverteidigung) oder – im Rahmen der Umverteilung – der Zahlung von Transferleistungen wie Sozialleistungen. Diese Ausgaben müssen im Bundeshaushalt durch Staatseinnahmen möglichst vollständig gedeckt werden. Gelingt dies nicht, muss der Staat Kredite etwa in Form von Staatsanleihen zum Haushaltsausgleich aufnehmen.

## Arten
Zu den Einnahmen auf Staatsebene gehören gemäß Art. 106 Abs. 1 GG die Bundessteuern, und zwar im Rahmen der Alkoholbesteuerung die Alkoholsteuer, Alkopopsteuer, Schaumweinsteuer und Zwischenerzeugnissteuer sowie die Energiesteuer, die Kaffeesteuer, die Tabaksteuer und Zölle. Diese Steuern stehen dem Bund alleine zu. Hingegen muss der Bund einen Teil der Gemeinschaftsteuern im Rahmen des Finanzausgleichs an die Länder verteilen. Hierzu gehören die Einkommensteuer, Lohnsteuer, Körperschaftsteuer, Umsatzsteuer und Kapitalertragsteuer. 
Neben diesen Steuern gehören auch Gebühren, Verwaltungseinnahmen, Einnahmen aus Vermögensveräußerungen (Veräußerungen von Staatsbeteiligungen oder staatseigenen Grundstücken im Rahmen der Privatisierung), Gewinne aus Staatsunternehmen (Deutsche Bundesbank), Darlehensrückflüsse, Einnahmen aus Vermögensanlagen (Staatsanleihen), Entnahmen aus Rücklagen oder Münzeinnahmen zu den Staatseinnahmen. Auch Staatseinnahmen sind die Einnahmen aus Sozialversicherungsbeiträgen und aufgenommenen Krediten. Staatseinnahmen sind nach § 34 Abs. 1 BHO rechtzeitig und vollständig zu erheben, die dem Bund zustehenden Einnahmen sind bei Fälligkeit zu erheben.
Ähnlich wie in der Betriebswirtschaftslehre unterscheidet die Finanzwissenschaft zwischen ordentlichen und außerordentlichen Staatseinnahmen. Zu den ordentlichen Staatseinnahmen gehören sämtliche dauerhaft erzielbaren Steuern, Zölle und Gebühren. Außerordentliche sind die Einnahmen aus Kreditaufnahmen, Entnahmen und Privatisierung.

## Steuerquote
Die volkswirtschaftliche Steuerquote gibt Auskunft darüber, wie hoch der Anteil des Steueraufkommens am Bruttoinlandsprodukt ist. 
{\displaystyle {\text{Steuerquote}}={\frac {\text{Staatseinnahmen}}{\text{Bruttoinlandsprodukt}}}\cdot 100\,\%}
Bei einem gegebenen, unveränderten Steuerrecht und Besteuerungssystem ist die Steuerlastquote proportional zum Konjunkturverlauf. Ist der Quotient größer als 1, so ist ihre Aufkommenselastizität im Konjunkturverlauf steigend.

## Wirtschaftliche Bedeutung
Staatseinnahmen dienen im Regelfall der Finanzierung des Gemeinwesens, können aber auch teilweise für unwirtschaftliche staatliche Prestigeprojekte herangezogen werden. Steuereinnahmen sollen langfristig dem Ausmaß der Staatsausgaben entsprechen. Kurzfristig kann jedoch aus konjunkturpolitischen Gründen ein Staat von dieser Maxime abweichen (deficit spending). Der Ökonom Adam Smith vertrat bereits 1776 die Ansicht, dass die Bürger eines jeden Staates „zum Unterhalt der Regierung möglichst genau im Verhältnis zu ihren jeweiligen Fähigkeiten beitragen“ sollen und galt damit als erster Verfechter der Steuergerechtigkeit. In seinem Buch Der Wohlstand der Nationen warnte er bereits 1776 vor der Steuerflucht, wenn der Besitzer beweglichen Kapitals bei hohen Steuern sein „Vermögen in irgendein anderes Land bringen, wo er entweder sein Geschäft ungestört betreiben oder sein Vermögen unbehelligt nutzen könnte“. Je höher die Steuerquote ausfällt, umso größer wird tatsächlich die Gefahr von Steuervermeidung, Schattenwirtschaft, Steuerdelikten und Steuerflucht. 
Wichtig für die Einnahmepolitik sind nachhaltig erzielbare Einnahmen wie aus Steuern, nicht jedoch einmalige Effekte aus Privatisierungen. Letztere verändern zudem nicht die Nettovermögensposition des Staates, weil lediglich eine Umwandlung von Staatsbeteiligungen in Geld stattfindet.
Die Differenz zwischen Staatseinnahmen {\displaystyle T} und Staatsausgaben {\displaystyle C} heißt positive oder negative Ersparnis und ergibt den Haushaltssaldo (Haushaltsüberschuss oder -defizit): 
{\displaystyle T<C} (Haushaltsdefizit)
{\displaystyle T>C} (Haushaltsüberschuss)
Ein Haushaltsdefizit erfordert höhere Staatseinnahmen oder Kreditaufnahmen, ein Haushaltsüberschuss kann Steuersenkungen und stärkere Kredittilgungen nach sich ziehen.